# Central hidroeléctrica San Ignacio
La central hidroeléctrica San Ignacio es una planta transformadora de energía hidráulica en eléctrica, del tipo de pasada, ubicada en la cuenca del río Maule en la Región del Maule inaugurada en 1996 con una potencia de 37 MW. El generador es una máquina del tipo Kaplan.

Embalses y centrales hidroeléctricas en la cuenca del río Maule.